# 湯本バスターミナル
湯本バスターミナル（ゆもとバスターミナル）は、岩手県和賀郡西和賀町にあり、岩手県交通の湯田地区の路線を管轄していた。2021年（令和3年）3月31日をもって閉所された。

## 所在地
岩手県和賀郡西和賀町湯田第20地割34-1

## かつて担当していた路線

### 湯川線
- ほっとゆだ駅 - 天子森 - 四季彩の宿ふるさと前 - 湯川温泉
  - 2018年9月30日の運行をもって全線廃止[2]。

### 山伏線
- ほっとゆだ駅 - 湯本温泉 - 沢内庁舎 - 貝沢 - つなぎ温泉 - イオンモール盛岡 - 盛岡駅 - 盛岡バスセンター
  - 平日3便だったが、2016年4月ダイヤ改正により1往復の運行となる。
  - 2020年9月30日の運行をもって全線廃止[3]。

### 繋温泉線
- つなぎ温泉　- 大釜 -　イオンモール盛岡　- 天昌寺　- 盛岡駅　- 盛岡バスセンター
  - 山伏線の間合い運用として、1便担当。
  - 2016年3月までは土・日ダイヤのみの運行だったが、2016年4月からは平日も運行していた。
  - 山伏線が2020年9月30日の運行をもって全線廃止されたため、湯本バスターミナル担当便が無くなる。路線自体は雫石営業所担当で存続していた。

### 湯本温泉線(北上線)
- 横3 : 町立西和賀さわうち病院 - 湯本温泉 - ほっとゆだ駅 - 和賀仙人 - 横川目 - 煤孫 - 北上駅 - 県立中部病院
  - 路線を湯本バスターミナル発着から、町立西和賀さわうち病院発着へ延長する。
  - 平日のみ運行していた。
  - 2020年9月30日の運行をもって全線廃止[3]。

### 沢内線
- ほっとゆだ駅 - 町営スキー場　- 湯本温泉 -  町立西和賀さわうち病院
  - 2016年4月ダイヤ改正にて、湯本バスターミナルから、町立西和賀さわうち病院への発着となる。
  - 2021年3月31日の運行をもって廃止[4]。

### 貝沢線
- ほっとゆだ駅 - 町営スキー場 - 湯本温泉 -  町立西和賀さわうち病院 -  猿橋 - 沢内庁舎 - 川舟 - 貝沢
  - 2021年3月31日の運行をもって廃止[4]。

## 事案
- 2017年現在、貝沢線は平日4便、土日祝日2便が運行していたが、同年12月、貝沢行きの一部のバスが運転手の判断により、開拓地バス停にて運行を打ち切っていたことが発覚。いわゆるバス停飛ばしは、道路運送法に違反するほか、岩手県と西和賀町がバス路線維持のため補助金を出していたこともあり問題となった[5]。

## 外部サイト
湯本BT管内路線図 - 岩手県交通公式サイト、2018年10月現在、2021年3月31日閲覧